# Taylor (Mississippi)
Taylor è un comune (village) degli Stati Uniti d'America, situato nella contea di Lafayette, nello Stato del Mississippi.